# Cifra de autochave

A cifra de autochave utiliza da Tabula Recta para fazer a encriptação.

Uma Cifra de autochave é uma cifra que incorpora a mensagem (o texto puro) com a chave. A chave é gerada de uma maneira automática, às vezes selecionando algumas letras do texto ou, mais comumente, adicionando uma curta chave inicial no início.

## Método
Para utilizar a cifra, primeiro é necessário gerar um fluxo de chave, que podemos fazer colocando uma pequena chave inicial na frente da mensagem. Desse jeito se a mensagem for "ME ENCONTRE NA FONTE" e a chave for "SENHA", o fluxo de chave seria "SENHAMEENCONTRENA".
```
texto puro:       MEENCONTRENAFONTE                                                                                                                                                                                                          chave:            SENHA                                                                                                                                                                                                     fluxo de chave:   SENHAMEENCONTRENA
```

Agora, para juntar o fluxo de chave com a mensagem se utiliza o mesmo método utilizado na Cifra de Vigenère, porém sem a repetição de chave, já que o fluxo de chave tira a necessidade de repetir a senha. O texto cifrado seria "EIRUCARXEGBNYFRGE".
Para decifrar a mensagem, o recebedor dela utilizaria a chave inicial para decifrar as primeiras letras da mensagem:
```
texto cifrado:    EIRUCARXEGBNYFRGE                                                                                                                                                                                                                              chave:            SENHA                                                                                                                                                                                                                            resultado:        MEENC
```

Depois, o recebedor irá decifrar as próximas letras utilizando as letras encontradas.
```
texto cifrado:    EIRUCARXEGBNYFRGE                                                                                                                                                                                                                              fluxo de chave:   SENHAMEENC                                                                                                                                                                                                                            resultado:        MEENCONTRE  
```

```
texto cifrado:    EIRUCARXEGBNYFRGE                                                                                                                                                                                                                              fluxo de chave:   SENHAMEENCONTRE                                                                                                                                                                                                                            resultado:        MEENCONTRENAFON
```

```
texto cifrado:    EIRUCARXEGBNYFRGE                                                                                                                                                                                                                              fluxo de chave:   SENHAMEENCONTRENA                                                                                                                                                                                                                            resultado final:  MEENCONTRENAFONTE
```

## Segurança
A cifra de autochave é um tanto mais segura que outras cifras de substituição polialfabética que utilizam chaves fixas já que a chave não se repete em uma mensagem só. Portanto, métodos como o exame de Kasiski ou índice de coincidência não funcionarão no texto cifrado, ao contrário de cifras semelhantes que usam uma única chave repetida.

Porém, uma fraqueza na chave desse sistema é que o texto puro faz parte da chave. Isso significa que a chave provavelmente conterá palavras comuns em vários pontos. A chave pode ser atacada usando-se um dicionário de palavras comuns, bigramas, trigramas, etc., e tentando-se descriptografar a mensagem movendo a palavra pela chave até aparecer um texto potencialmente legível.